# Marco Silvestri
Marco Silvestri (Castelnovo ne' Monti, 2 marzo 1991) è un calciatore italiano, portiere della Cremonese.

## Biografia
Nel 2008 si è fidanzato con Sofia Jamel, da cui ha avuto un figlio nel 2015 e con cui si è poi sposato nel 2022.
È un appassionato di hockey su ghiaccio.

## Caratteristiche tecniche
È un portiere abile nelle uscite alte. Viene soprannominato gatto Silvestri per via dei suoi buoni riflessi, oltre a essere attento e determinato tra i pali. Negli anni, ha anche affinato le sue abilità di gioco con i piedi.
Ha dichiarato di ispirarsi a Gianluigi Buffon.

## Carriera

### Club

#### Inizi a Modena e Chievo
Nato a Castelnovo ne' Monti, in provincia di Reggio Emilia, Silvestri cresce nel settore giovanile del Modena e nella stagione 2009-2010 viene aggregato alla prima squadra come sostituto di Enrico Alfonso e Antonio Narciso, debuttando in coppa Italia.
Nell'agosto del 2010 Silvestri viene acquistato dal Chievo come portiere della Primavera e viene aggregato alla prima squadra come terzo portiere senza però esordire in Serie A.

#### I prestiti alla Reggiana e al Padova
La stagione successiva il portiere viene ceduto in prestito alla Reggiana, dove affronta il suo primo campionato da titolare, seppur con alti e bassi.
Tornato al Chievo per fine prestito, nel luglio del 2012 viene mandato al Padova in serie B, in cui nella stagione 2012-2013 si alterna con Luca Anania nel ruolo di titolare, fornendo buone prestazioni.

#### In prestito al Cagliari
Nel mercato invernale del 2014 il Chievo, che continua a detenere il cartellino del giocatore, lo cede in prestito al Cagliari in cambio di Michael Agazzi. Silvestri esordisce con il club isolano il 27 aprile contro il Parma in una partita fondamentale per la stagione dei sardi (il titolare Avramov era squalificato). Le parate di Silvestri in quella partita (finirà 1-0 per i rossoblù) saranno decisive per il raggiungimento della salvezza da parte dei cagliaritani.

#### Leeds United
Il 9 luglio 2014, il Chievo cede definitivamente il cartellino di Silvestri al Leeds United (con cui firma un contratto quadriennale), squadra partecipante alla Football League Championship ed esordisce il 9 agosto 2014 nella sconfitta per 2-0 contro il Millwall. Nella squadra inglese gioca come titolare per due stagioni nella FLC mettendosi in luce parando quattro rigori nella sua prima stagione. Nella terza stagione in Inghilterra gioca solo in EFL Cup ma lascia il segno nella stagione mettendo la sua firma nel passaggio di turno ai quarti parando tre rigori ai tiratori del Norwich.

#### Hellas Verona
Il 19 luglio 2017 torna a giocare in riva all'Adige, firmando un contratto quadriennale con l'altra squadra della città, ovvero l'Hellas Verona. Esordisce con i gialloblù il 29 novembre del 2017 proprio nel derby di Coppa Italia contro il Chievo. Il calcio di rigore da lui parato al suo ex compagno di squadra Sergio Pellissier, dopo che la partita si era conclusa sull'1-1, è decisivo nella vittoria per 5-4 ai rigori che vale il passaggio del turno. A livello di serie A è invece il secondo di Nícolas, e gioca solamente 2 partite.
Nel torneo di 2018-2019 è il titolare del Verona e conclude il girone di andata senza assenze e confermandosi specialista nel neutralizzare i tiri dal dischetto con uno score di 3 su 3; per subire una rete su rigore ha dovuto attendere il 22 aprile 2019, quando nella partita persa in casa per 3-0 col Benevento è stato battuto da Massimo Coda. A fine stagione l'Hellas torna in Serie A grazie anche al suo contributo, tanto che il 4 novembre 2019 viene nominato miglior giocatore della stagione dell'Hellas. In massima serie viene confermato come titolare del club, fornendo buone prestazioni, e a fine anno è stato il quarto portiere per reti inviolate in campionato (9). A fine stagione risulta il 3⁰ portiere con la percentuale di parate più alta d'Europa.
Il 3 agosto 2020 prolunga con gli scaligeri fino al 2022. Nella stagione 2020-2021 conferma il buon rendimento dell'anno precedente. In tutto in quattro stagioni mette insieme 115 presenze e 24 clean sheet con il club veneto.

#### Udinese
Il 20 luglio 2021, Silvestri viene ceduto all'Udinese, con cui firma un contratto triennale. Nella sua prima stagione con i friulani, mantiene la porta inviolata 7 volte e neutralizza 92 tiri durante tutto il corso del campionato.
Nel dicembre del 2022, durante la pausa del campionato, estende il proprio contratto con la società per un altro anno. Nel corso delle stagioni Silvestri si conferma come uno dei migliori portieri del calcio italiano.
Nella stagione successiva alcune prestazioni deludenti e qualche infortunio di troppo gli costano il posto da titolare, guadagnato dal nigeriano Maduka Okoye. Conclude la sua esperienza in Friuli con 94 presenze e 130 reti subite complessivamente.

#### Sampdoria e Empoli
Il 30 agosto 2024, nelle ultime ore dell'ultimo giorno di calciomercato, sottoscrive un contratto annuale con la Sampdoria in Serie B. Esordisce il 15 settembre nella sconfitta per 2-1 in casa del Cosenza. È titolare fino a fine novembre, poi, complici problemi fisici e prestazioni deludenti, perde il posto.
Il 30 gennaio 2025 ritorna in Serie A, venendo acquistato a titolo definitivo dall'Empoli. Fa il suo esordio il 16 febbraio, giocando da titolare la partita persa per 3-0 in casa dell'Udinese, fornendo nel complesso una buona prestazione. Mantiene la maglia da titolare anche nella partita successiva contro l'Atalanta.

#### Cremona
Il 13 agosto 2025 passa a parametro zero alla Cremonese, neopromossa in Serie A.

### Nazionale
Tra il 2009 e il 2011, colleziona sei presenze con le nazionali U-20 e U-21. 
Il 2 ottobre 2020, riceve la sua prima convocazione in nazionale maggiore, senza però esordire.

## Statistiche

### Presenze e reti nei club
Statistiche aggiornate al 13 agosto 2025.
| Stagione             | Squadra              | Campionato           | Campionato | Campionato | Coppe nazionali | Coppe nazionali | Coppe nazionali | Coppe continentali | Coppe continentali | Coppe continentali | Altre coppe | Altre coppe | Altre coppe | Totale | Totale |
| Stagione             | Squadra              | Comp                 | Pres       | Reti       | Comp            | Pres            | Reti            | Comp               | Pres               | Reti               | Comp        | Pres        | Reti        | Pres   | Reti   |
| -------------------- | -------------------- | -------------------- | ---------- | ---------- | --------------- | --------------- | --------------- | ------------------ | ------------------ | ------------------ | ----------- | ----------- | ----------- | ------ | ------ |
| 2009-2010            | Modena               | B                    | 0          | 0          | CI              | 1               | -2              | -                  | -                  | -                  | -           | -           | -           | 1      | -2     |
| 2010-2011            | Chievo               | A                    | 0          | 0          | CI              | 0               | 0               | -                  | -                  | -                  | -           | -           | -           | 0      | 0      |
| 2011-2012            | Reggiana             | 1D                   | 27         | -36        | CI+CI-LP        | 1+1             | -2 + -2         | -                  | -                  | -                  | -           | -           | -           | 29     | -40    |
| 2012-2013            | Padova               | B                    | 25         | -26        | CI              | 0               | 0               | -                  | -                  | -                  | -           | -           | -           | 25     | -26    |
| 2013-gen. 2014       | Chievo               | A                    | 0          | 0          | CI              | 2               | -3              | -                  | -                  | -                  | -           | -           | -           | 2      | -3     |
| Totale Chievo        | Totale Chievo        | Totale Chievo        | 0          | 0          |                 | 2               | -3              |                    | -                  | -                  |             | -           | -           | 2      | -3     |
| gen.-giu. 2014       | Cagliari             | A                    | 3          | -5         | CI              | 0               | 0               | -                  | -                  | -                  | -           | -           | -           | 3      | -5     |
| 2014-2015            | Leeds Utd            | FLC                  | 43         | -58        | FACup+CdL       | 1+0             | -1+0            | -                  | -                  | -                  | -           | -           | -           | 44     | -59    |
| 2015-2016            | Leeds Utd            | FLC                  | 45         | -56        | FACup+CdL       | 3+0             | -2+0            | -                  | -                  | -                  | -           | -           | -           | 48     | -58    |
| 2016-2017            | Leeds Utd            | FLC                  | 0          | 0          | FACup+CdL       | 2+4             | -2 + -4         | -                  | -                  | -                  | -           | -           | -           | 6      | -6     |
| Totale Leeds         | Totale Leeds         | Totale Leeds         | 88         | -114       |                 | 10              | -9              |                    | -                  | -                  |             | -           | -           | 98     | -123   |
| 2017-2018            | Verona               | A                    | 2          | -7         | CI              | 2               | -4              | -                  | -                  | -                  | -           | -           | -           | 4      | -11    |
| 2018-2019            | Verona               | B                    | 35+5       | -46+-3     | CI              | 1               | -1              | -                  | -                  | -                  | -           | -           | -           | 41     | -50    |
| 2019-2020            | Verona               | A                    | 35         | -43        | CI              | 1               | -2              | -                  | -                  | -                  | -           | -           | -           | 36     | -45    |
| 2020-2021            | Verona               | A                    | 34         | -42        | CI              | 0               | 0               | -                  | -                  | -                  | -           | -           | -           | 34     | -42    |
| Totale Hellas Verona | Totale Hellas Verona | Totale Hellas Verona | 111        | -141       |                 | 4               | -7              |                    | -                  | -                  |             | -           | -           | 115    | -148   |
| 2021-2022            | Udinese              | A                    | 35         | -50        | CI              | 2               | -2              | -                  | -                  | -                  | -           | -           | -           | 37     | -52    |
| 2022-2023            | Udinese              | A                    | 38         | -48        | CI              | 1               | -1              | -                  | -                  | -                  | -           | -           | -           | 39     | -49    |
| 2023-2024            | Udinese              | A                    | 17         | -28        | CI              | 1               | -1              | -                  | -                  | -                  | -           | -           | -           | 18     | -29    |
| lug.-ago. 2024       | Udinese              | A                    | 0          | 0          | CI              | 0               | 0               | -                  | -                  | -                  | -           | -           | -           | 0      | 0      |
| Totale Udinese       | Totale Udinese       | Totale Udinese       | 90         | -126       |                 | 4               | -4              |                    | -                  | -                  |             | -           | -           | 94     | -130   |
| ago. 2024-gen. 2025  | Sampdoria            | B                    | 7          | -12        | CI              | 1               | -1              | -                  | -                  | -                  | -           | -           | -           | 8      | -13    |
| gen.-giu. 2025       | Empoli               | A                    | 5          | -11        | CI              | 0               | 0               | -                  | -                  | -                  | -           | -           | -           | 5      | -11    |
| 2025-2026            | Cremonese            | A                    | -          | -          | CI              | -               | -               | -                  | -                  | -                  | -           | -           | -           | -      | -      |
| Totale carriera      | Totale carriera      | Totale carriera      | 356        | -471       |                 | 24              | -30             |                    | -                  | -                  |             | -           | -           | 380    | -501   |

### Cronologia presenze e reti in nazionale
| Cronologia completa delle presenze e delle reti in nazionale ― Italia under 21 | Cronologia completa delle presenze e delle reti in nazionale ― Italia under 21 | Cronologia completa delle presenze e delle reti in nazionale ― Italia under 21 | Cronologia completa delle presenze e delle reti in nazionale ― Italia under 21 | Cronologia completa delle presenze e delle reti in nazionale ― Italia under 21 | Cronologia completa delle presenze e delle reti in nazionale ― Italia under 21 | Cronologia completa delle presenze e delle reti in nazionale ― Italia under 21 | Cronologia completa delle presenze e delle reti in nazionale ― Italia under 21 |
| Data                                                                           | Città                                                                          | In casa                                                                        | Risultato                                                                      | Ospiti                                                                         | Competizione                                                                   | Reti                                                                           | Note                                                                           |
| ------------------------------------------------------------------------------ | ------------------------------------------------------------------------------ | ------------------------------------------------------------------------------ | ------------------------------------------------------------------------------ | ------------------------------------------------------------------------------ | ------------------------------------------------------------------------------ | ------------------------------------------------------------------------------ | ------------------------------------------------------------------------------ |
| 10-6-2011                                                                      | Tolone                                                                         | Messico under 20                                                               | 1 – 1 (4 – 5 dtr)                                                              | Italia under 21                                                                | Torneo di Tolone 2011 - Finale 3º posto                                        | -1                                                                             | [ 35 ]                                                                         |
| Totale                                                                         |                                                                                | Presenze                                                                       | 1                                                                              |                                                                                | Reti                                                                           | -1                                                                             |                                                                                |